# Sic
Sic — латинське слово, позначає «так», «таким чином», «саме так». Уживається для того, щоб показати, що попереднє неправильне або незвичне написання є цитатою, а не помилкою набору. Зазвичай набирається курсивом і поміщається у квадратні [sic] або круглі дужки (sic), нерідко після нього ставиться знак оклику (sic!).
Також воно може бути використано для того, щоб підкреслити точну передачу застарілого чи незвичайного виразу, або підкреслити помилку, відзначивши її безглуздість чи іронію, або точно процитувати сумнівне джерело, при цьому зберігаючи репутацію особи чи організації, що наводять цитату.
Іноді використовується для вказівки на важливість вказаного місця в тексті, згоди з ним або іронічне ставлення до нього читача або рецензента.
Часто помилково вважають, що «sic» є однією з англійських абревіатур: «spelling is correct» (точна орфографія), «same in copy» (так само в рукописі), «spelled incorrectly» (написано неправильно), «spelling incompetent» (невміла орфографія), «said in context» (сказано в контексті), «stupid in context» (нерозумно в контексті) та інші, що є насправді бекронімами латинського слова sic.